# Kayao
Kayao ist sowohl eine Gemeinde (französisch commune rurale) als auch ein dasselbe Gebiet umfassendes Departement im westafrikanischen Staat Burkina Faso, in der Region Centre-Sud und der Provinz Bazèga. Die Gemeinde hat in 23 Dörfern 33.994 Einwohner.